# Statuenmenhire von U Cantonu
Die Statuenmenhire von U Cantonu (auch Pila-Canale statue-menhirs genannt) stehen an der Straße nördlich von Pila-Canale im Département Corse-du-Sud auf Korsika in Frankreich.
Der größere Statuenmenhir gehört zu den „Statue-menhirs Méridionales Armées“ (Menhire der Südarmee – Stufe 5 nach Roger Grosjean). Der Komplex wird im Westen von der Punta di Orcu und dem Monte Revincu dominiert, wo sich einst ein großer Megalithkomplex befand. Immer noch sind Dolmen vorhanden, wie die Casa di l’Orcu (oder Orca) und Santo-pietra-di-Tenda und andere, die in Häusern wiederverwendet wurden.
In der Nähe stehen auch die Dolmen von Settiva.